# Dutee Chand
Dutee Chand (Jajpur, 3 febbraio 1996) è una velocista indiana, detentrice del record nazionale nei 100 metri piani.
Chand è stata la terza atleta donna indiana di sempre a qualificarsi nella gara dei 100 metri piani ai Giochi olimpici, con la sua partecipazione a Rio de Janeiro 2016. Ha inoltre vinto la prima medaglia d'oro in una gara di velocità per l'India alle Universiadi a Napoli 2019.
È, inoltre, la prima atleta indiana ad aver fatto pubblicamente coming out.

## Palmarès
| Anno | Manifestazione               | Sede           | Evento      | Risultato        | Prestazione | Note                                     |
| ---- | ---------------------------- | -------------- | ----------- | ---------------- | ----------- | ---------------------------------------- |
| 2013 | Mondiali allievi             | Donec'k        | 100 m piani | 6ª               | 11"71       |                                          |
| 2013 | Mondiali allievi             | Donec'k        | 200 m piani | Batteria         | 24"68       |                                          |
| 2013 | Campionati asiatici          | Pune           | 200 m piani | Bronzo           | 23"81       |                                          |
| 2014 | Campionati asiatici juniores | Taipei         | 200 m piani | Oro              | 23"74       |                                          |
| 2014 | Campionati asiatici juniores | Taipei         | 4×400 m     | Oro              | 3'40"53     |                                          |
| 2015 | Campionati asiatici          | Wuhan          | 4×100 m     | dq               | dq          |                                          |
| 2015 | Campionati asiatici          | Wuhan          | 4×400 m     | 4ª               | 45"72       |                                          |
| 2016 | Giochi dell'Asia meridionale | Guwahati       | 100 m piani | Bronzo           | 11"75       |                                          |
| 2016 | Giochi dell'Asia meridionale | Guwahati       | 200 m piani | Argento          | 24"14       |                                          |
| 2016 | Giochi dell'Asia meridionale | Guwahati       | 4×100 m     | Argento          | 45"79       |                                          |
| 2016 | Campionati asiatici indoor   | Doha           | 60 m piani  | Bronzo           | 7"37        |                                          |
| 2016 | Mondiali indoor              | Portland       | 60 m piani  | Semifinale       | 7"62        |                                          |
| 2016 | Giochi olimpici              | Rio de Janeiro | 100 m piani | Batteria         | 11"69       |                                          |
| 2017 | Campionati asiatici          | Bhubaneswar    | 100 m piani | Bronzo           | 11"52       |                                          |
| 2017 | Campionati asiatici          | Bhubaneswar    | 200 m piani | 4ª               | 23"59       |                                          |
| 2017 | Campionati asiatici          | Bhubaneswar    | 4x100 m     | Bronzo           | 44"57       |                                          |
| 2017 | Mondiali                     | Londra         | 100 m piani | Batteria         | 12"07       |                                          |
| 2017 | Universiadi                  | Taipei         | 100 m piani | Quarti di finale | 11"90       |                                          |
| 2017 | Giochi asiatici indoor       | Aşgabat        | 60 m piani  | 4ª               | 7"44        |                                          |
| 2018 | Giochi asiatici              | Giacarta       | 100 m piani | Argento          | 11"32       |                                          |
| 2018 | Giochi asiatici              | Giacarta       | 200 m piani | Argento          | 23"20       |                                          |
| 2019 | Campionati asiatici          | Doha           | 100 m piani | 5ª               | 11"44       |                                          |
| 2019 | Campionati asiatici          | Doha           | 200 m piani | Bronzo           | 23"24       | Miglior prestazione personale stagionale |
| 2019 | Campionati asiatici          | Doha           | 4×100 m     | 4ª               | 43"81       |                                          |
| 2019 | Universiadi                  | Napoli         | 100 m piani | Oro              | 11"32       |                                          |
| 2019 | Universiadi                  | Napoli         | 200 m piani | 5ª               | 23"30       |                                          |
| 2019 | Universiadi                  | Napoli         | 4×100 m     | Batteria         | 46"23       |                                          |
| 2019 | Mondiali                     | Doha           | 100 m piani | Batteria         | 11"48       |                                          |
| 2021 | Giochi olimpici              | Tokyo          | 100 m piani | Batteria         | 11"54       |                                          |
| 2021 | Giochi olimpici              | Tokyo          | 200 m piani | Batteria         | 23"85       | Miglior prestazione personale stagionale |
| 2022 | Mondiali indoor              | Belgrado       | 60 m piani  | Batteria         | 7"35        | Miglior prestazione personale stagionale |
| 2022 | Giochi del Commonwealth      | Birmingham     | 100 m piani | Batteria         | 11"55       |                                          |
| 2022 | Giochi del Commonwealth      | Birmingham     | 4x100 m     | 5ª               | 43"81       |                                          |